# Fiorenzo di Lorenzo
Fiorenzo di Lorenzo (Perugia, 1445 k. –  1522. február 5. előtt) itáliai festő.

## Élete

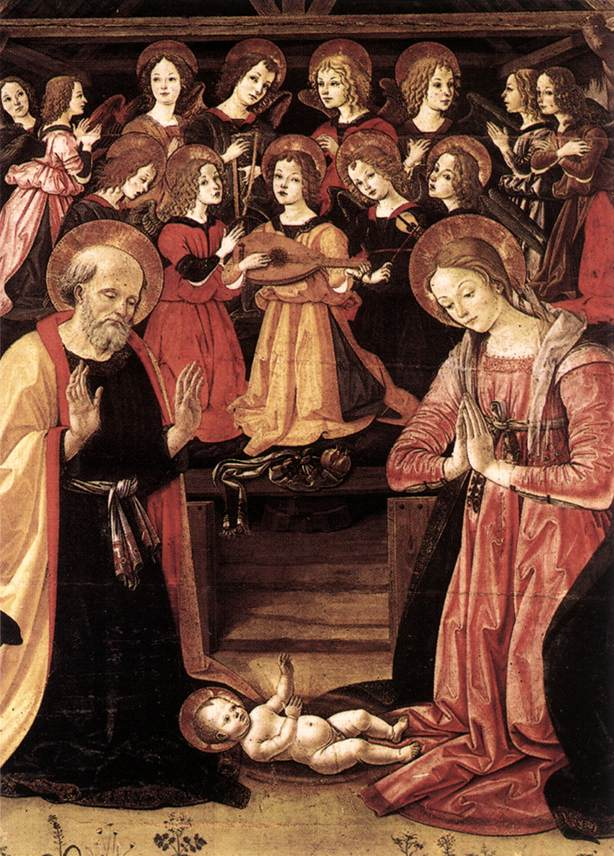
Háromkirályok imádása, Pesaro, Művészeti Galéria

Umbriai festőknél, különösen Nicolò Alunnónál képezte magát. később Perugino hatására megújult művészete, anélkül, hogy valaha is sikerült volna megszabadulnia a provinciális modorosságoktól. Számos poliptichon és tabló szerzője, általában szent témákról, amelyeket többnyire a perugiai Pinacotecában gyűjtöttek össze, köztük a Hárommirályok imádását, a Betlehemet, néhány madonnát és különféle szenteket.
A többi alkotás között megtalálható a perugiai Santa Maria di Monteluce-templom Keresztre feszítése és más umbriai helyszíneken is.

## Bibliográfia
- Paola Mercurelli Salari: FIORENZO di Lorenzo, Dizionario biografico degli italiani, 48. kötet, Istituto dell'Enciclopedia Italiana, Róma, 1997 (hozzáférés 2015-11-14)
- Enciclopedia Tematica - Arte, L'Espresso Grandi Opere, I. kötet, 814. o.

## Fordítás
- Ez a szócikk részben vagy egészben  a   Fiorenzo di Lorenzo című olasz Wikipédia-szócikk ezen változatának fordításán alapul.  Az eredeti cikk szerkesztőit annak laptörténete sorolja fel. Ez a jelzés csupán a megfogalmazás eredetét és a szerzői jogokat jelzi, nem szolgál a cikkben szereplő információk forrásmegjelöléseként.